# Saint-Alban-les-Eaux
Pour les articles homonymes, voir Saint-Alban.
Saint-Alban-les-Eaux est une commune française située dans le département de la Loire en région Auvergne-Rhône-Alpes.

## Géographie
Saint-Alban-les-Eaux est une commune se trouvant dans la Côte Roannaise, dans le département de la Loire. Elle est située à une douzaine de kilomètres de la ville de Roanne, soit à 85 km de la préfecture de la Loire, Saint-Étienne.

### Climat
Pour des articles plus généraux, voir Climat d'Auvergne-Rhône-Alpes et Climat de la Loire.
En 2010, le climat de la commune est de type climat des marges montargnardes, selon une étude du Centre national de la recherche scientifique s'appuyant sur une série de données couvrant la période 1971-2000. En 2020, Météo-France publie une typologie des climats de la France métropolitaine dans laquelle la commune est exposée à un climat de montagne ou de marges de montagne et est dans la région climatique Nord-est du Massif Central, caractérisée par une pluviométrie annuelle de 800 à 1 200 mm, bien répartie dans l’année.
Pour la période 1971-2000, la température annuelle moyenne est de 10,5 °C, avec une amplitude thermique annuelle de 16,2 °C. Le cumul annuel moyen de précipitations est de 890 mm, avec 10,4 jours de précipitations en janvier et 7,7 jours en juillet. Pour la période 1991-2020, la température moyenne annuelle observée sur la station météorologique de Météo-France la plus proche, « Roanne-Riorges_aéro », sur la commune de Saint-Léger-sur-Roanne à 6 km à vol d'oiseau, est de 11,8 °C et le cumul annuel moyen de précipitations est de 668,1 mm,. Pour l'avenir, les paramètres climatiques de la commune estimés pour 2050 selon différents scénarios d'émission de gaz à effet de serre sont consultables sur un site dédié publié par Météo-France en novembre 2022.

## Urbanisme

### Typologie
Au 1er janvier 2024, Saint-Alban-les-Eaux est catégorisée bourg rural, selon la nouvelle grille communale de densité à sept niveaux définie par l'Insee en 2022.
Elle appartient à l'unité urbaine de Roanne, une agglomération intra-départementale regroupant 15  communes, dont elle est une commune de la banlieue,,. Par ailleurs la commune fait partie de l'aire d'attraction de Roanne, dont elle est une commune de la couronne,. Cette aire, qui regroupe 88 communes, est catégorisée dans les aires de 50 000 à moins de 200 000 habitants,.

### Occupation des sols
L'occupation des sols de la commune, telle qu'elle ressort de la base de données européenne d’occupation biophysique des sols Corine Land Cover (CLC), est marquée par l'importance des territoires agricoles (43,4 % en 2018), en diminution par rapport à 1990 (49,4 %). La répartition détaillée en 2018 est la suivante : 
forêts (42,1 %), zones agricoles hétérogènes (31 %), zones urbanisées (14,5 %), prairies (12,4 %). L'évolution de l’occupation des sols de la commune et de ses infrastructures peut être observée sur les différentes représentations cartographiques du territoire : la carte de Cassini (XVIIIe siècle), la carte d'état-major (1820-1866) et les cartes ou photos aériennes de l'IGN pour la période actuelle (1950 à aujourd'hui).

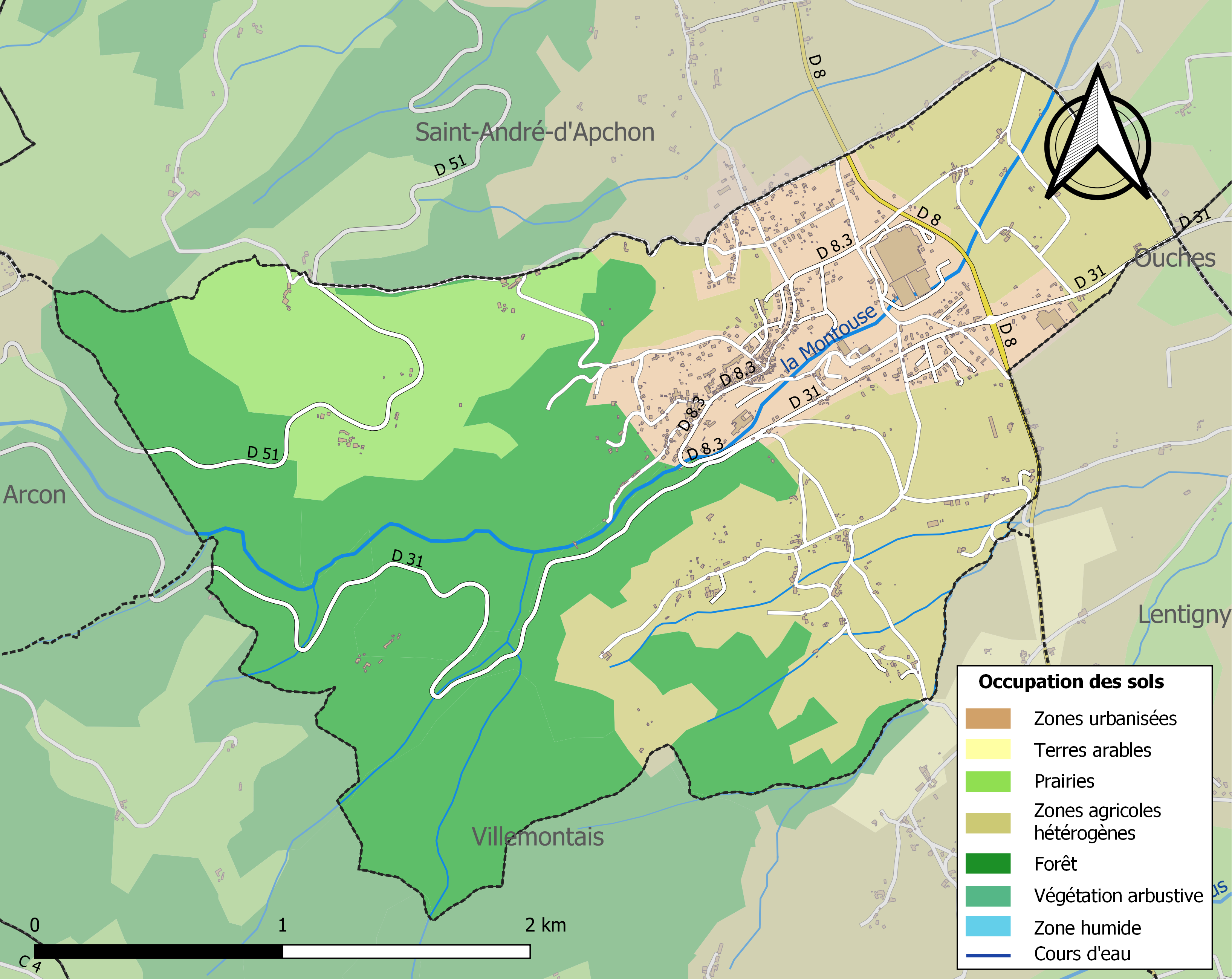
Carte des infrastructures et de l'occupation des sols de la commune en 2018 (CLC).

## Histoire
La commune tient son nom de Saint Alban, premier martyr chrétien de Grande-Bretagne, mort vers 304 sous les persécutions de Dioclétien. Selon la tradition, il aurait pris la place d’un prêtre poursuivi, refusé de renier sa foi et été décapité. Il est généralement représenté en soldat romain tenant une épée et une croix, ou parfois avec la tête dans les mains, symbole de son martyre.

### Création de la commune
Avant de devenir une commune indépendante, le lieu-dit relevait de Villemontais. La chapelle dédiée à Saint Alban était rattachée à la paroisse de Saint-André-d’Apchon. Ce n’est qu’en 1866, par décret impérial, que la commune de Saint-Alban-les-Eaux fut officiellement créée, par prélèvement de territoires sur Saint-André-d’Apchon (pour les deux tiers) et Villemontais (pour un tiers), soit 775 hectares au total.
Avant cette date, un hameau prospère s’était constitué autour de quatre sources d’eau minérale, connues depuis l’Antiquité pour leurs propriétés médicinales. Des vestiges romains, dont des monnaies et des traces d’anciens captages, témoignent d’une exploitation ancienne. L’activité thermale prit un nouvel essor au XIXᵉ siècle : les sources furent officiellement reconnues en 1878, et un établissement de bains fut construit avec atrium, cabines et fontaines. L’église, érigée en 1850, renforça l’identité du village.
Cette prospérité incita les habitants à réclamer leur autonomie, mais la création de la commune suscita de vives polémiques, notamment avec Saint-André-d’Apchon, contraint de céder la partie la plus riche de son territoire.

### Essor local
L’exploitation de l’eau minérale se poursuivit au XXᵉ siècle avec la construction d’une usine d’embouteillage, modernisée en 2002 et aujourd’hui reconvertie en espace culturel accueillant artistes, expositions et concerts. En parallèle, la commune développa son vignoble et ses commerces notamment en  1881, lorsqu’un habitant de Saint-Alban-les-Eaux, Louis Bouttet, acquiert une parcelle de vigne pour y faire construire sa maison. En 1902, il y ouvre le premier café du secteur, baptisé Le Café de la Bascule. Son fils Joseph Gilbert Bouttet, garde champêtre et sacristain, fonde avec son épouse Gabrielle Chapuy par la suite le Café Bouttet. L’établissement est renommé La 5e Source en 1998, puis Le Bistrot des Princes en 2015.

### Première guerre mondiale
Durant la première guerre mondiale plusieurs jeunes hommes de la commune sont mobilisés et perdent la vie sur le front lors de la Première guerre mondiale, certains reviennent mais gravement blessés. La mémoire de ces combattants est honorée à travers deux lieux commémoratifs : un monument aux morts situé sur la place du village, et une stèle à l’intérieur de l’église, rappelant le sacrifice des habitants mobilisés entre 1914 et 1918.

### Après
Depuis le 1er janvier 2013, Saint-Alban-les-Eaux appartient à la communauté d’agglomération Roannais Agglomération, aux côtés de 39 autres communes. Elle conserve son attrait grâce à son patrimoine thermal, son cadre naturel préservé, et son dynamisme associatif et économique.
Indépendante jusque-là, la commune de Saint-Alban-les-Eaux a intégré la communauté d'agglomération de Roannais Agglomération depuis le 1er janvier 2013 ; cette communauté regroupe 40 communes.

## Blasonnement
| Blason | Blasonnement : Parti : au 1er de gueules au dauphin d’or, au 2e de sinople à la fontaine jaillissante de deux jets d’argent ; le tout sommé d’un chef cousu d’azur chargé de la Croix de l’Ordre de Saint-Louis. |

## Politique et administration
| Période                                  | Période        | Identité                | Étiquette     | Qualité |
| ---------------------------------------- | -------------- | ----------------------- | ------------- | --- |
| Les données manquantes sont à compléter. |                |                         |               | |
| 1866                                     | 1867           | Pierre Vial-Royé        |               | Propriétaire |
| 1867                                     | 1878           | Claude Marie Moncigny   |               | Propriétaire, Hôtelier                                                                                               |
| 1878                                     | 1881           | Benoît Roudillon        |               | Propriétaire |
| 1881                                     | 1899           | Michel Albertin         |               | Gérant de la société des eaux minérales                                                                              |
| 1899                                     | 1914           | Mathieu Coutaudier      |               | |
| 1914                                     | 1919           | Georges Chambarlhac     |               | Gérant de la société des eaux minérales                                                                              |
| 1919                                     | 1921           | Mathieu Coutaudier      |               | |
| 1921                                     | 1929           | Étienne Thinon          |               | |
| 1929                                     | 1935           | Jean Burelier           |               | Propriétaire |
| 1935                                     | 1944           | Robert Veillas          |               | Gérant de la société des eaux minérales                                                                              |
| 1944                                     | 1951           | Amédée Mourier          |               | Médecin |
| 1951                                     | 1953           | Antoine Labouré         |               | Cordonnier |
| 1953                                     | 1971           | Joannès Tantot          |               | Responsable Commercial                                                                                               |
| 1971                                     | 1974           | Pierre Dufour           |               | Tailleur |
| 1974                                     | 1976           | Louis Robin             |               | Électricien |
| 1976                                     | 1983           | Jean Pierre Berland     |               | Comptable |
| 1983                                     | 1989           | Hubert Perron           |               | Gérant de société |
| 1989                                     | Septembre 1990 | Jean Moncorgé           |               | Agent immobilier |
| Octobre 1990                             | mars 2014      | Paul Chantelot          | DVD           | Artisan |
| mars 2014                                | En cours       | Pierre-Jacques Devedeux | Divers droite | Responsable qualité dans le BTP, Conseiller communautaire délégué de Roannais Agglomération chargé de la viticulture |

## Démographie
L'évolution du nombre d'habitants est connue à travers les recensements de la population effectués dans la commune depuis 1866. Pour les communes de moins de 10 000 habitants, une enquête de recensement portant sur toute la population est réalisée tous les cinq ans, les populations de référence des années intermédiaires étant quant à elles estimées par interpolation ou extrapolation. Pour la commune, le premier recensement exhaustif entrant dans le cadre du nouveau dispositif a été réalisé en 2005.

En 2022, la commune comptait 909 habitants, en évolution de −6,48 % par rapport à 2016 (Loire : +1,32 %, France hors Mayotte : +2,11 %).
| 1866 | 1872 | 1876 | 1881 | 1886 | 1891 | 1896  | 1901  | 1906  |
| ---- | ---- | ---- | ---- | ---- | ---- | ----- | ----- | ----- |
| 627  | 666  | 675  | 763  | 821  | 911  | 1 012 | 1 036 | 1 018 |

| 1911 | 1921 | 1926 | 1931 | 1936 | 1946 | 1954 | 1962 | 1968 |
| ---- | ---- | ---- | ---- | ---- | ---- | ---- | ---- | ---- |
| 927  | 802  | 759  | 757  | 726  | 790  | 827  | 669  | 728  |

| 1975 | 1982 | 1990 | 1999 | 2005 | 2006 | 2010 | 2015 | 2020 |
| ---- | ---- | ---- | ---- | ---- | ---- | ---- | ---- | ---- |
| 748  | 755  | 843  | 953  | 939  | 933  | 920  | 969  | 916  |

| 2022 | - | - | - | - | - | - | - | - |
| ---- | - | - | - | - | - | - | - | - |
| 909  | - | - | - | - | - | - | - | - |

Modèle:2019 : 1001

## Économie
C'est à Saint-Alban-les-Eaux que se trouve l'usine d'embouteillage et la source de l'eau minérale gazeuse naturelle de Saint-Alban (commercialisée en dehors de la région sous le nom de ses quatre sources : source "Cesar", source "Julia", source "Faustine" et source "Antonin").
L'usine produit également les boissons Pepsi, Tropico et Lipton Ice Tea destinées au marché français.
La société a été rachetée en 2007 par le groupe néerlandais Refresco, spécialisé dans la fabrication et le conditionnement de boissons plates et non alcoolisées destinées à la grande distribution (marques de distributeurs et grandes marques nationales).
La commune possède également deux restaurants gastronomiques renommés : Le Petit Prince et Le Bistrot des Princes.
Elle abrite aussi plusieurs domaine viticoles produisant des vins d'appellation Côte Roannaise (en rouge) ou IGP Urfé (en blanc).

## Lieux et monuments
- Église du Sacré-Cœur-de-Jésus de Saint-Alban-les-Eaux.
- Monument aux Morts de Saint-Alban-les-Eaux.

## Personnalités liées à la commune
- Le Maréchal Ney, (° 1769 - † 1815) peu avant son exécution en 1815, est venu se faire oublier à Saint-Alban.
- Gabriel Bibron, (° 1805 - † 1848) biologue et zoologiste, mourut de tuberculose à Saint-Alban
- Jean Puy, (° 1876 - † 1960) peintre, un des créateurs du mouvement Fauve, a séjourné épisodiquement dans le village, en face de l'église[20].
- Jean Rouppert, (° 1887 - † 1979) dessinateur, peintre et sculpteur, d'origine lorraine, a installé son atelier en 1932 au lieu-dit le Désert ; une amitié forte l'a lié à un autre sculpteur de Saint-Alban : Edmond Cointet.
- Alexandre Drevet (° 1920 - † 1991), résistant, fondateur du Camp Wodli, maquis FTPF, fut en convalescence à l'Hôtel des Princes de Saint-Alban en 1945.